# Stojan Kuret
Stojan Kuret, slovenski zborovodja, * 16. februar 1957, Trst.
Dirigent Stojan Kuret se je rodil v Trstu. Po študiju na Glasbeni matici v Trstu je diplomiral na Akademiji za glasbo v Ljubljani in na Konservatoriju Giuseppe Tartini v Trstu. Po raznih izpopolnjevanjih v tujini od leta 1983 predava kot profesor na omenjenem tržaškem konservatoriju. Že med študijem (1974) je ustanovil Mladinski pevski zbor Glasbene matice Trst, nato vodil dekliški in mešani zbor ter leta 1991 ponovno ustanovil zbor Jacobus Gallus. Leta 1984 je prejel Gallusovo plaketo, za izjemne dosežke na zborovskem področju. Kot gostujoči dirigent je uspešno sodeloval z različnimi orkestri. Od sezone 1992/93 je bil 10 let umetniški vodja in dirigent APZ Tone Tomšič v Ljubljani. Z njim in z drugimi zborovskimi sestavi je dosegel zavidljive umetniške dosežke v Avstriji, Belgiji, Franciji, Italiji, Bolgariji, Španiji, Veliki Britaniji, na Nizozemskem, Madžarskem in Irskem (štiri velike nagrade – Tours, Maribor, Varna, Gorica, dvakrat finalist za veliko nagrado Evrope ter zmagovalec velike nagrade Evrope 2002 v Arezzu). Uspešno je koncertiral na turnejah v Južnoafriški republiki, Rusiji, Franciji, Latviji, Čilu, Argentini, Hong-Kongu, na Madžarskem in Južni Koreji. Leta 2000 je prejel plaketo mesta Ljubljane in leta 2002 zlato priznanje JSKD za ustvarjalno vodenje APZ-ja. Od januarja 2003 do aprila 2005 je bil dirigent Komornega zbora RTV Slovenija (CD Hugo Wolf, Zbori). Od januarja 2007 je dirigent italijanskega mladinskega zbora Coro Giovanile Italiano. Z vokalno skupino ČarniCe je uspešno zaključil dva projekta z izvedbo koncertov in izdajo zgoščenk: na prvi z naslovom V kraljestvu palčkov je prvič zabeležen celoten opus skladb Marija Kogoja za mladino in vrsta še neposnetih skladb slovenskih sodobnikov za ženski zbor, na drugi z naslovom So ptičice še snivale pa nove priredbe slovenskih ljudskih pesmi za ženski zbor skladatelja Ambroža Čopija. Kot predavatelj sodeluje na zborovskih seminarjih doma in v tujini in je redni član žirij na domačih in mednarodnih tekmovanjih (Tours, Tolosa, Arezzo, Varna, Debrecen, Maribor, Maasmechelen, Olomouc, Budimpešta, London, Sankt Petersburg, Hongkong, Riga in Bologna). Je soustanovitelj, umetniški vodja in dirigent Vokalne akademije Ljubljana, ustanovljene septembra 2008. Z Vokalno akademijo Ljubljana je v letu 2009 osvojil grand prix Arezza in maja 2010 grand prix Evrope. Stojan Kuret je edini dirigent, ki mu je uspelo dvakrat osvojiti Veliko nagrado Evrope. Leta 2011 je prejel v Arezzu prestižno nagrado za izjemne dosežke v zborovski glasbi Guidoneum award 2011. Leta 2012 je za svoje delovanje na zborovskem področju prejel nagrado Prešernovega sklada. Je dobitnik Zlate Plakete JSKD (2019), za življenjsko delo z zbori.